# Ken De Fauw
Ken De Fauw (Gent, 19 september 1991) is een Belgische wielrenner die zowel op de baan als op de weg actief is. Hij is de zoon van voormalig bondscoach baanwielrennen Marc De Fauw en de neef van voormalig wielrenner Dimitri De Fauw. 

## Resultaten

### Weg
2011
- Memorial Dimitri De Fauw U23

2016
- 2e plaats Beker van België - GP Georges Lassaut Rummen

### Baan
Ken behaalde in 2011 (aan de zijde van Nicky Cocquyt) op het Vlaams Kampioenschap ploegkoers de bronzen medaille bij de profs. De gouden medaille ging naar het koppel Iljo Keisse - Gianni Meersman. Het zilver was weggelegd voor Moreno De Pauw en Kenny De Ketele.
Naast verschillende medailles op provinciale, Vlaamse en Belgische kampioenschappen won hij in 2013 en 2014 ook op de piste de Memorial Dimitri De Fauw (aan de zijde van Iljo Keisse).
| Jaar | EK                               | BK                                | VK                                       | PK                           | Overige                                                   |
| U15  | U15                              | U15                               | U15                                      | U15                          | U15                                                       |
| ---- | -------------------------------- | --------------------------------- | ---------------------------------------- | ---------------------------- | --------------------------------------------------------- |
| 2003 |                                  |                                   |                                          | 500m, scratch                |                                                           |
| 2004 |                                  |                                   | omnium                                   | omnium, puntenkoers, scratch |                                                           |
| 2005 |                                  |                                   |                                          |                              |                                                           |
| U17  |                                  |                                   |                                          |                              |                                                           |
| 2006 |                                  |                                   |                                          |                              |                                                           |
| 2007 |                                  | ploegkoers (+ Niels Van Laer)     |                                          |                              |                                                           |
| U19  |                                  |                                   |                                          |                              |                                                           |
| 2008 |                                  | ploegenachtervolging              | ploegkoers (+ Niels Van Laer)            |                              |                                                           |
| 2009 | 7e ploegkoers (+ Arne Van Snick) | puntenkoers, ploegenachtervolging | ploegkoers (+ Francesco Van Coppernolle) |                              | Internationale junioren driedaagse Gent (+ Jochen Deweer) |
| U23  |                                  |                                   |                                          |                              |                                                           |
| 2010 |                                  | ploegkoers (+ Moreno De Pauw)     | ploegkoers (+ Glen Foubert)              |                              |                                                           |
| 2011 |                                  | 1000m, ploegenachtervolging       | ploegkoers (+ Nicky Cocquyt)             |                              |                                                           |
| 2012 |                                  |                                   |                                          |                              |                                                           |
| 2013 |                                  | ploegenachtervolging              |                                          |                              |                                                           |

## Belgische records
Ploegenachtervolging 2000m (U17) sinds 2007 (met Moreno De Pauw, Gijs Van Hoecke en Niels van Laer) in 2'21"600
Ploegenachtervolging 4000m (U17) sinds 2007 (met Jelle Mannaerts, Arne Van Snick en Niels van Laer) in 4'42'790